# Чакмішян Іван Григорович
Іван Григорович Чакмішян (при народженні Ян Францевич Барський, 1933-2000) — радянський і російський диригент польського походження.
Полковник,орденоносець, музичний педагог (доцент Московської консерваторії), автор низки наукових і методичних праць.